# La Wantzenau
La Wantzenau (prononcé [lavãzəno] ou [lavãsəno] en français) (all. Wanzenau, als. Wonzenöü) est une commune française située dans l'arrondissement de Strasbourg, dans la circonscription administrative  du Bas-Rhin et, depuis le 1er janvier 2021, dans le territoire de la collectivité européenne d'Alsace, en région Grand Est. Elle fait partie de l'aire d'attraction de Strasbourg.
Ses habitants sont nommés Wantzenauviens et Wantzenauviennes.
La Wantzenau est distinguée par « trois fleurs » au concours des villes et villages fleuris.

## Géographie

### Localisation
Ville d'environ 5 900 habitants située à 12 km au nord de la ville de Strasbourg. Le paysage est typique du ried, région de prés et forêts inondables, et de belles promenades à pied, à cheval ou à vélo sont possibles le long de l'Ill et du Rhin. Le ban communal de La Wantzenau est le plus vaste de l'Eurométropole de Strasbourg, après celui de la ville de Strasbourg. Il s'étend sur 2 539 ha, dominés aux trois quarts par les forêts et les cultures.
À l'instar de La Wantzenau, les communes limitrophes allemandes de Rheinau et de Kehl, au titre de l'arrondissement de l'Ortenau, tout comme celles, françaises, de Vendenheim, Reichstett, Bischheim et Strasbourg, au titre de l'Eurométropole de Strasbourg, appartiennent à un plus grand ensemble que constitue l'Eurodistrict Strasbourg-Ortenau.

### Communes limitrophes
Les communes limitrophes sont  Bischheim, Gambsheim, Hœrdt, Kehl, Kilstett, Reichstett, Rheinau, Strasbourg et Vendenheim.

### Géologie
La vallée du Rhin offre la juxtaposition de la nappe alluviale sablo-caillouteuse des bords du Rhin  mise en place à l'Holocène — constituée de galets calcaires, cristallins ou métamorphiques, d'une terrasse limoneuse à limons de débordement holocènes d'épaisseur variable — terrasse continue de La Wantzenau à Drusenheim — et des alluvions sablo-limoneuses, noirâtres à évolution tourbeuse du Ried,.
Une gravière est ouverte dans les sables et galets. La gravière fait l'objet d'une autorisation d’extension. Le sable constitue une matière première en voie d'épuisement.

### Hydrographie

#### Réseau hydrographique
La commune est dans le bassin-versant du Rhin au sein du bassin Rhin-Meuse. Elle est drainée par le Rhin et son canal latéral, l'Ill et son défluent le Steingiessen,,, la Souffel et le Landgraben.
Le Rhin, long de 1 233 km est le plus long fleuve se déversant dans la mer du Nord et de l'une des voies navigables les plus fréquentées du monde. Il traverse la Suisse, l'Autriche, l'Allemagne et les Pays-Bas et marque la frontière entre l'Allemagne et la France. Les caractéristiques hydrologiques du Rhin sont données par la station hydrologique située sur la commune de Strasbourg. Le débit moyen mensuel est de 1 080 m3/s. Le débit moyen journalier maximum est de 3 810 m3/s, atteint lors de la crue du 16 juillet 2021. Le débit instantané maximal est quant à lui de 4 000 m3/s, atteint le 17 juillet 2021.
L'Ill, d'une longueur de 217 km, prend sa source dans la commune de Winkel et se jette  dans le Grand Canal d'Alsace à Offendorf, après avoir traversé 68 communes. Avant les aménagements hydro-électriques, l'Ill se jetait dans le Rhin au droit de La Wantzenau. Près d’Erstein, l’Ill est reliée au Rhin grâce à un canal de décharge et un canal d’alimentation: ils permettent d’en contrôler le débit dans la traversée de Strasbourg et de La Wantzenau.
La Souffel, qui prend sa source au Schwefelsee à Kuttolsheim, se jette dans l'Ill au droit de la commune. Le Steingiessen traverse la forêt alluviale de La Wantzenau, avant de rejoindre le canal latéral du Rhin. Ce dernier se déverse dans le canal de dérivation de l'Ill, qui lui-même se jette dans le Rhin au droit d'Offendorf, en aval du barrage hydro-électrique de Gambsheim. La production d'hydroélectricité et les aménagements du Rhin qui en ont résulté se sont traduits par un assèchement de la forêt rhénane. Dans le cadre du programme LIFE, le Herrengrundgiessen ainsi que le Breuschkopfgiessen, alimentés par le canal latéral du Rhin, ont été remis en eau. D'une longueur de 25 km, la Souffel prend sa source dans la commune de Kuttolsheim et se jette  dans l'Ill à Strasbourg, après avoir traversé 18 communes.
Le Landgraben coule au nord-ouest de la commune, à la limite avec Hœrdt. D'une longueur de 41 km, il prend sa source dans la commune de Berstett et se jette  dans la Moder à Dalhunden, après avoir traversé onze communes. Il prend successivement le nom de Muehlrhein, Kreuzrhein et Hellwasser en aval, et Riedgraben en amont.

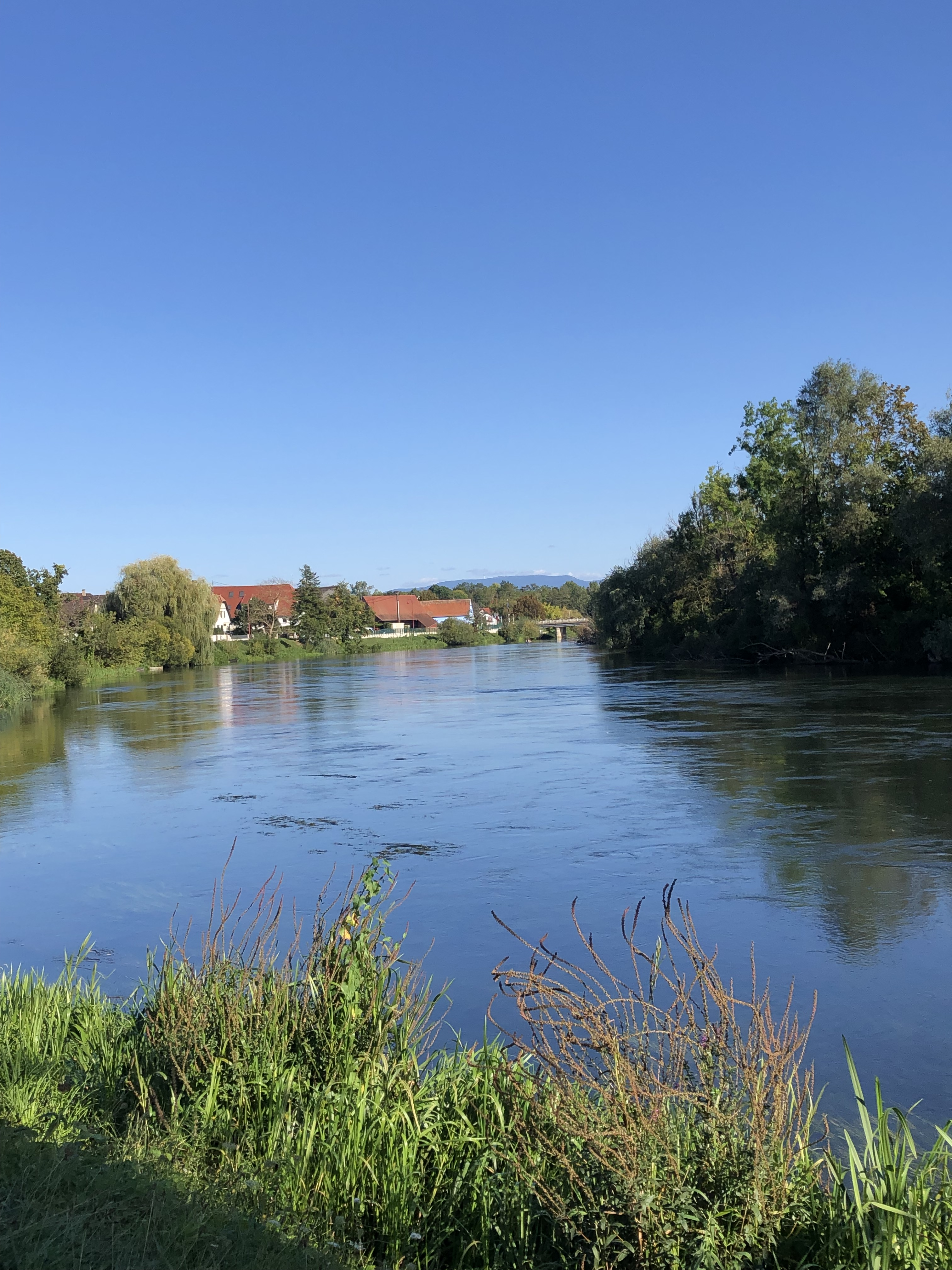
L'Ill à La Wantzenau. Au fond apparaît le Hornisgrinde.
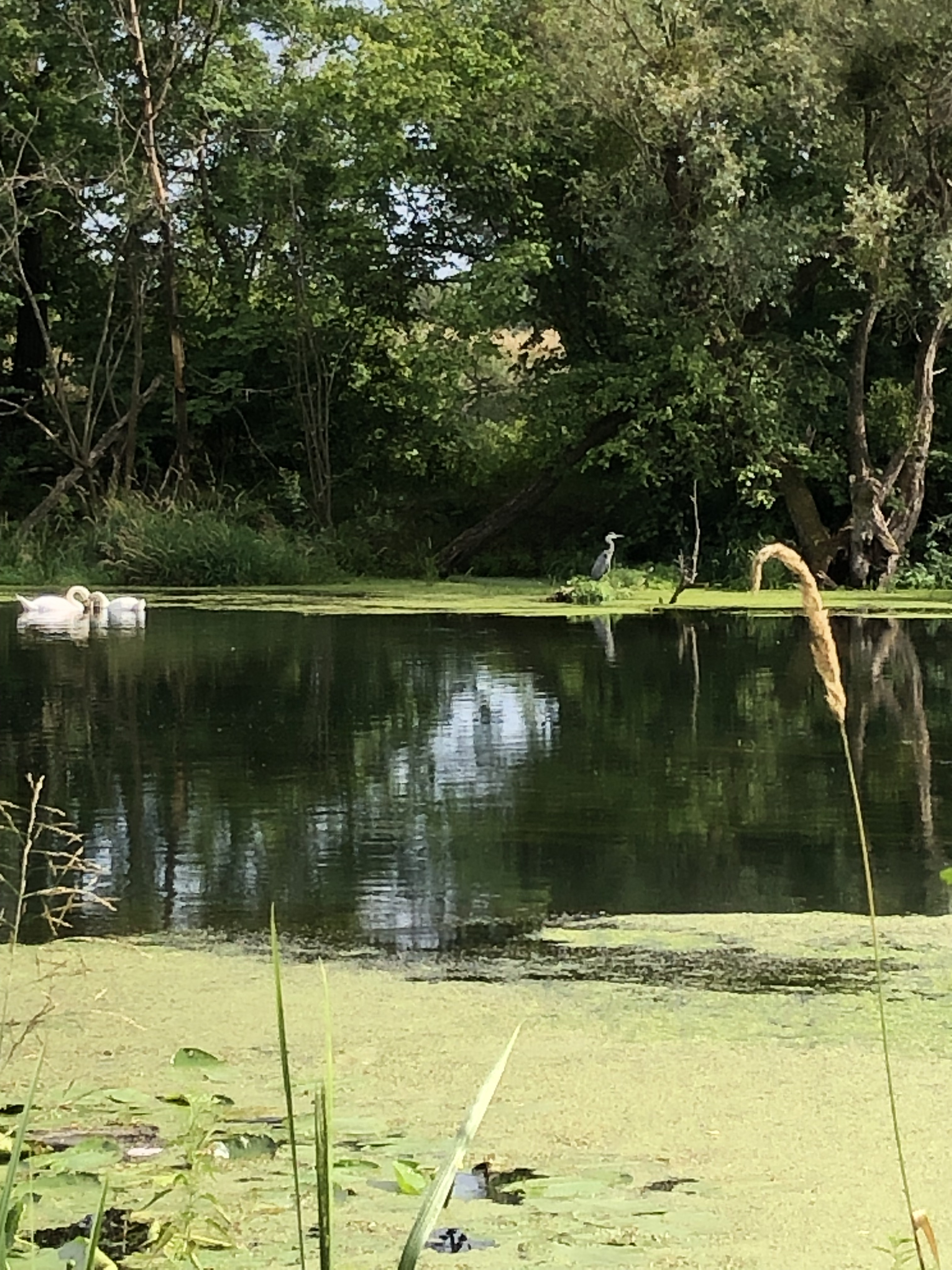
Le Steingiessen
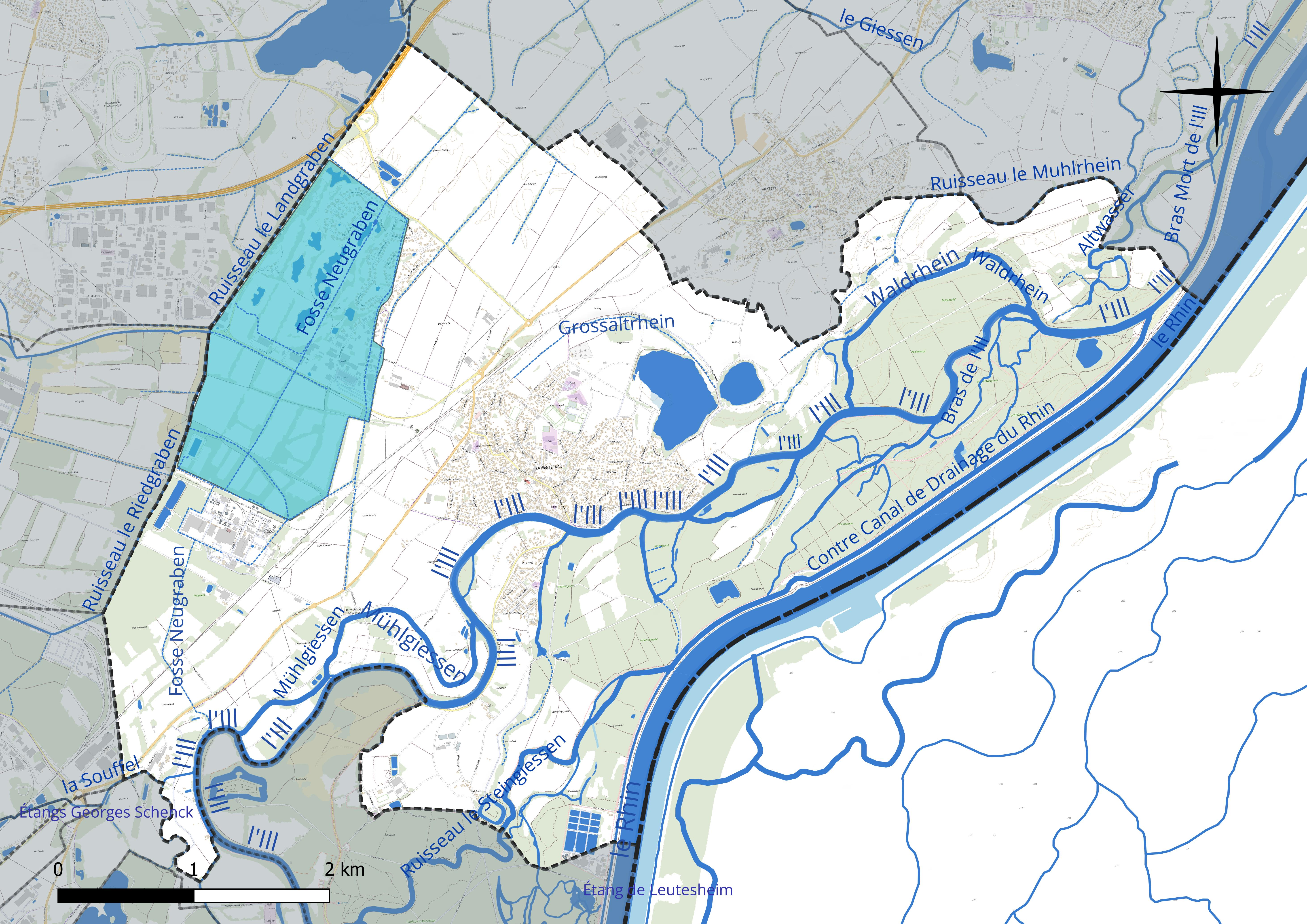
Réseau hydrographique de La Wantzenau.
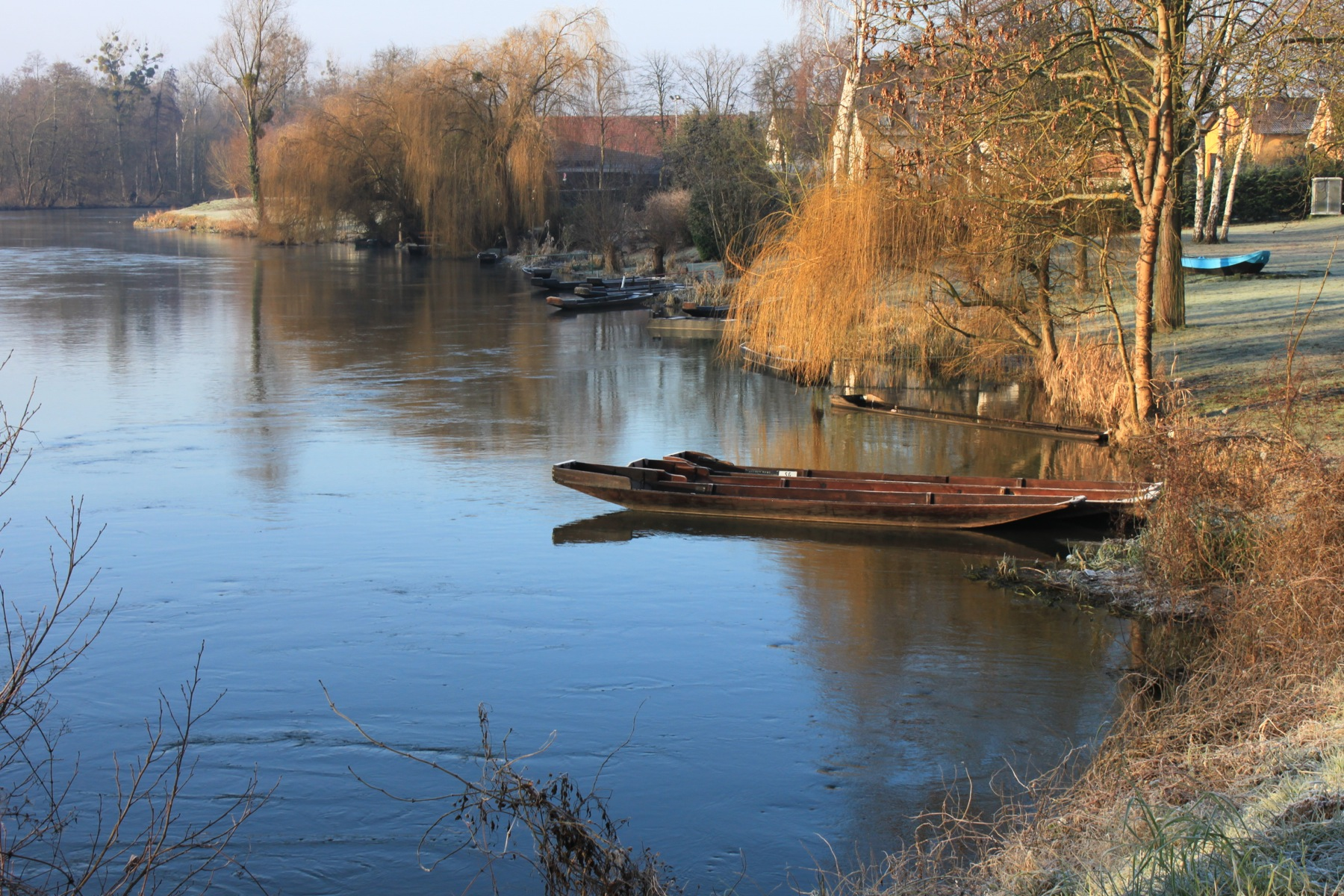
Berges de l'Ill à La Wantzenau

#### Gestion et qualité des eaux
Le territoire communal est couvert par le schéma d'aménagement et de gestion des eaux (SAGE) « Ill Nappe Rhin ». Ce document de planification concerne la nappe phréatique rhénane, les cours d'eau de la plaine d'Alsace et du piémont oriental du Sundgau, les canaux situés entre l'Ill et le Rhin et les zones humides de la plaine d'Alsace. Le périmètre s’étend sur 3 596 km2. Il a été approuvé le 17 janvier 2005. La structure porteuse de l'élaboration et de la mise en œuvre est la région Grand Est.
La qualité des cours d’eau peut être consultée sur un site dédié géré par les agences de l’eau et l’Office français de la biodiversité.

### Climat
Pour des articles plus généraux, voir Climat du Grand Est et Climat du Bas-Rhin.
En 2010, le climat de la commune est de type climat des marges montargnardes, selon une étude du Centre national de la recherche scientifique s'appuyant sur une série de données couvrant la période 1971-2000. En 2020, Météo-France publie une typologie des climats de la France métropolitaine dans laquelle la commune est exposée à un climat semi-continental et est dans la région climatique Alsace, caractérisée par une pluviométrie faible, particulièrement en automne et en hiver, un été chaud et bien ensoleillé, une humidité de l’air basse au printemps et en été, des vents faibles et des brouillards fréquents en automne (25 à 30 jours).
Pour la période 1971-2000, la température annuelle moyenne est de 10,7 °C, avec une amplitude thermique annuelle de 17,9 °C. Le cumul annuel moyen de précipitations est de 730 mm, avec 9,6 jours de précipitations en janvier et 10,1 jours en juillet. Pour la période 1991-2020, la température moyenne annuelle observée sur la station météorologique de Météo-France la plus proche, « Waltenheim-sur-Zorn », à 18 km à vol d'oiseau, est de 11,3 °C et le cumul annuel moyen de précipitations est de 652,2 mm. 
La température maximale relevée sur cette station est de 38 °C, atteinte le 7 août 2015 ; la température minimale est de −14,9 °C, atteinte le 20 décembre 2009,,.
Les paramètres climatiques de la commune ont été estimés pour le milieu du siècle (2041-2070) selon différents scénarios d'émission de gaz à effet de serre à partir des nouvelles projections climatiques de référence DRIAS-2020. Ils sont consultables sur un site dédié publié par Météo-France en novembre 2022.

## Urbanisme

### Typologie
Au 1er janvier 2024, La Wantzenau est catégorisée petite ville, selon la nouvelle grille communale de densité à sept niveaux définie par l'Insee en 2022.
Elle appartient à l'unité urbaine de La Wantzenau, une unité urbaine monocommunale constituant une ville isolée,. Par ailleurs la commune fait partie de l'aire d'attraction de Strasbourg (partie française), dont elle est une commune de la couronne,. Cette aire, qui regroupe 268 communes, est catégorisée dans les aires de 700 000 habitants ou plus (hors Paris),.

### Occupation des sols

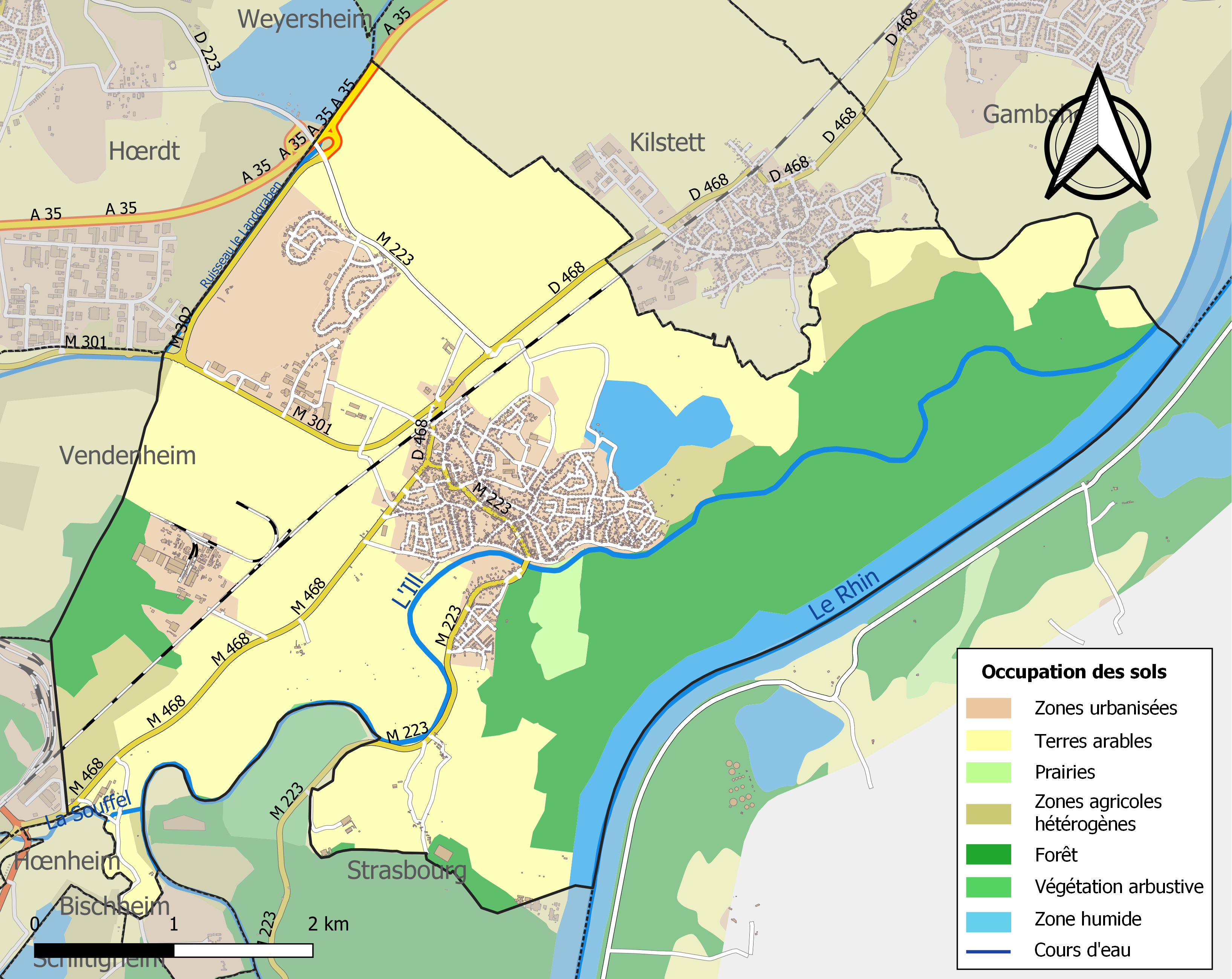
Carte des infrastructures et de l'occupation des sols de la commune en 2018 (CLC).

L'occupation des sols de la commune, telle qu'elle ressort de la base de données européenne d’occupation biophysique des sols Corine Land Cover (CLC), est marquée par l'importance des territoires agricoles (51,9 % en 2018), une proportion sensiblement équivalente à celle de 1990 (52,1 %). La répartition détaillée en 2018 est la suivante : 
terres arables (46 %), forêts (25,8 %), zones urbanisées (9,4 %), eaux continentales (6,9 %), zones agricoles hétérogènes (4,8 %), espaces verts artificialisés, non agricoles (3,2 %), zones industrielles ou commerciales et réseaux de communication (2,9 %), prairies (1,1 %). L'évolution de l’occupation des sols de la commune et de ses infrastructures peut être observée sur les différentes représentations cartographiques du territoire : la carte de Cassini (XVIIIe siècle), la carte d'état-major (1820-1866) et les cartes ou photos aériennes de l'IGN pour la période actuelle (1950 à aujourd'hui).

### Morphologie urbaine
Le tissu urbain de la commune est « peu pourvu en espaces publics », que sont les places publiques ou les trottoirs larges et agréables. Cela s'explique par un noyau ancien d'origine rurale caractéristique de la morphologie traditionnelle du village alsacien. Le risque de conurbation entre La Wantzenau, Kilstett et Gambsheim est élevé selon l'Agence de développement et d'urbanisme de l'agglomération strasbourgeoise. La construction du lotissement du Trissermatt, le long de la voie ferrée, et du Schwemmloch, au nord de la ville, en direction de Kilstett, renforce cette hypothèse.

### Lieux-dits, hameaux et écarts
La Wantzenau possède deux écarts : le Wœrthel et le domaine du Golf.
Étymologiquement, Wœrthel a le sens d'île fluviale (voir Wœrth : Toponymie).

### Voies de communication et mobilités
La métropole de Strasbourg est autorité organisatrice de la mobilité (AOM).

#### Voies routières
L'autoroute A35 passe sur quelques centaines de mètres sur le territoire de la ville de La Wantzenau, à son extrémité nord.

#### Transports en commun

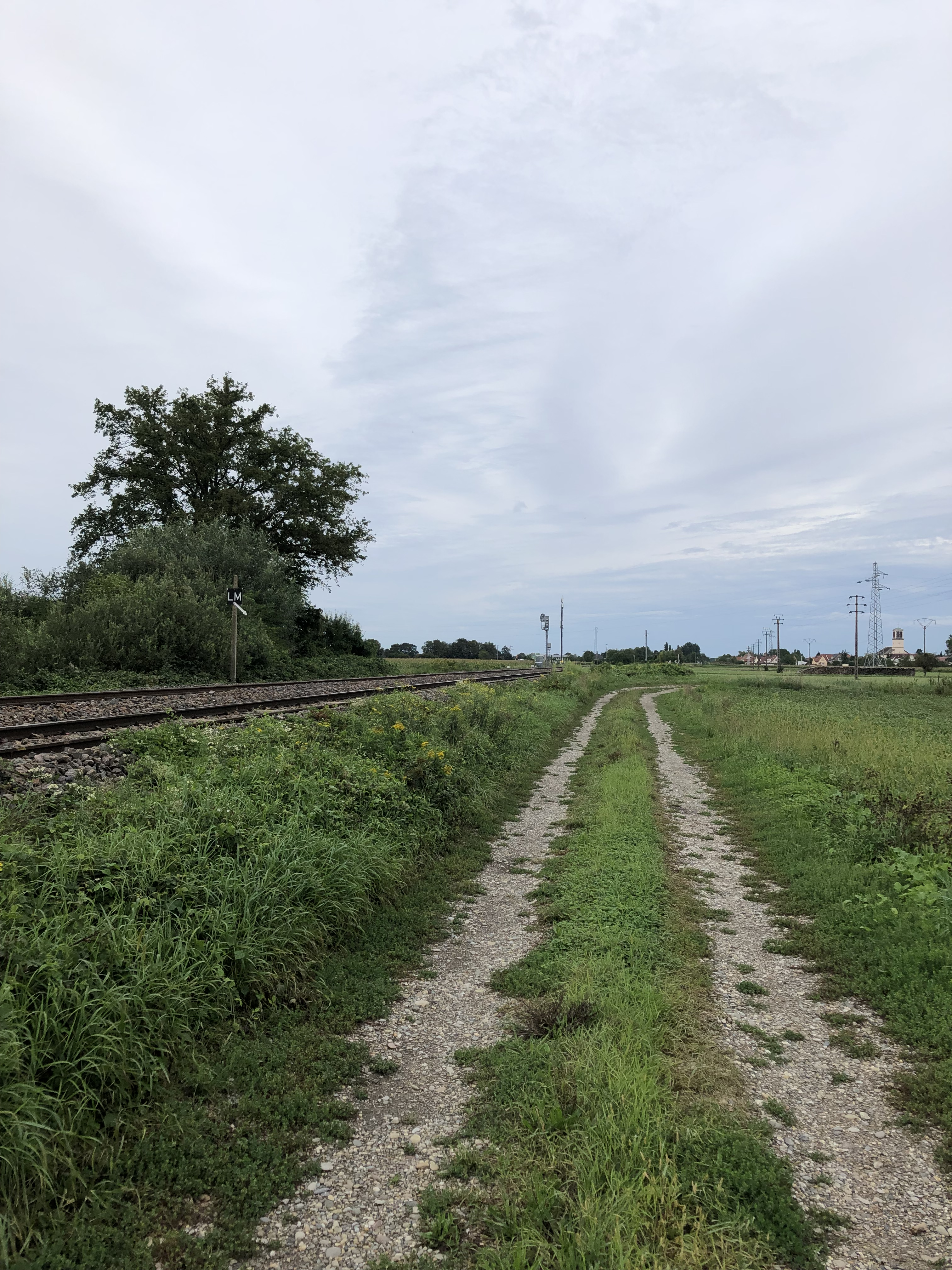
Ligne de chemin de fer non électrifiée à La Wantzenau, en bordure de champs.

C'est dans la seconde couronne de la métropole de Strasbourg, comme à La Wantzenau, que la part modale de la voiture est la plus élevée. L'Agence de développement et d'urbanisme de l'agglomération strasbourgeoise considère que le niveau d'offre en transports collectifs dans la commune est moyen voire médiocre. L'intégration de la ligne de Strasbourg à Lauterbourg au service express régional métropolitain strasbourgeois qu'est le REME n'interviendrait pas avant 2028. La commune ne constate aucune amélioration sur la période 2017-2024 au contraire des autres gares de la métropole.
La gare de La Wantzenau se situe au nord-ouest de la commune. Des correspondances existent entre le bus no 72 et le train. Depuis la fin 2024, l'autocar express CTBR no 201 de la ligne Brumath - Hœnheim-Gare marque un arrêt dans la commune. La nuit, la commune est accessible depuis Strasbourg par Taxibus Nord et autocar TER,.
Les rabattements piétonniers, cyclables et en transports en commun vers la gare, les franchissements de voies ainsi que les capacités de stationnement font l'objet d'une étude en cours. L'aménagement de la gare et sa transformation en pôle d'échanges multimodal devraient débuter dès 2026.

#### Vélo
La Wantzenau est une étape sur la Véloroute Rhin EV 15, longue de 1 320 km, qui relie la source du Rhin, à Andermatt en Suisse, à son embouchure à Rotterdam, aux Pays-Bas.
Une piste cyclable est prévue entre Hœrdt et La Wantzenau; il ne s'agit toutefois pas d'un axe défini comme prioritaire.

## Toponymie
Le nom de la localité est attesté sous les formes anciennes Wendelini augia, Wendelinsau[réf. nécessaire], Wanzenouwe en 1211, Wanzenowe en 1331, Wantzenowe en 1358.
Il s'agit d'un type toponymique germanique à deux éléments. Le premier élément Wanzen- représente l'anthroponyme germanique Wanzo,, dont la forme déclinée Wanzon- a évolué en Wanzen-. La lettre t s'est ajoutée par la suite (par imitation, le groupe tz étant courant en alsacien), on ne la prononce pas. Le second élément -au est un appellatif signifiant « pré (ou prairie) humide, prairie inondable » (voir Haguenau : Toponymie).
Entre la route métropolitaine M468 et l'usine Arlanxéo se trouvent les terrains appelés Oberallmend et Unterallmend dans le cadastre (all. ober « au-dessus »  et unter « en dessous » -cf. ang. over et under). On rencontre souvent le terme Allmend en Alsace, dans le sens de biens communaux.

## Histoire
En creusant les étangs au nord du village, on trouva de nombreuses dents de mammouth et des traces d'habitations.
Un bateau transportant des meules originaires de l'Eifel et qui coula à La Wantzenau au troisième siècle après Jésus Christ constitue un des rares témoignages de la navigation à longue distance sur le Rhin à ces époques reculées.

### Abbaye de Honau
Face à La Wantzenau se situe le village de Honau. Il est souvent question de l'abbaye de Honau qui se trouvait sur une île du Rhin entre les deux villages. Elle aurait été l'une des plus importantes sous Charlemagne. Après une inondation en 1290, cette abbaye est transférée à Rhinau. Aujourd'hui, il n'en reste plus aucune trace à La Wantzenau.
L'abbaye compte les villages de La Wantzenau, Honau et Adelbertsheim (ou Abertzheim). Le nom d'Adelbertsheim apparaît une dernière fois en 1516. Le village aurait été incorporé à La Wantzenau, ce qui expliquerait l'étrange forme du ban communal en direction de Gambsheim, à la hauteur de Kilstett.
Voir les monastères d’Alsace de René Bornert tome 1, 3.13 monastère Saint-Michel de Honau

### La paroisse
Les Wantzenauviens devaient se rendre à l'église de Honau pour les célébrations et braver les dangers du Rhin. Le 15 mai 1441, l'évêque Ruppert de Simmern accorda au prêtre de Honau de se servir d'un autel portatif. Une église ou chapelle a été construite peu après et pouvait contenir 200 personnes. Les paroissiens devaient continuer de passer le Rhin pour les sacrements. Ce n'est que le 24 décembre 1468 que l'évêque décida que La Wantzenau serait séparée de la paroisse de Honau. Le chapitre de Saint-Pierre-le-Vieux se sentant lésé fit appel au pape. En raison de ces tractations, l'évêque Ruppert de Simmern n'érigea la chapelle de La Wantzenau en église paroissiale que le 9 août 1469.
Archives départementales du Bas-Rhin cote G 1890. Voir aussi Lucien Pfleger tome 9 (1929) « Die elsässische Pfarrei »

### L'église
On accepte généralement que l'église date de 1469. La date de 1826 qui figure à un montant près de l'entrée est celle d'un agrandissement de l'édifice. La date de 1965, qui est gravée sur le montant droit, correspond à la consécration après l'incendie de 1961.

### Saint Wendelin patron de la paroisse
À l’origine, la paroisse avait comme patron céleste l'archange saint Michel, à l'instar de l'abbaye de Honau. Ce n’est qu’au XVIIe siècle qu'on vénéra saint Wendelin.
Traces artistiques de saint Wendelin dans la paroisse :
- statue en bois de l'iconographie classique de saint Wendelin ;
- peinture tachée sans doute lors de l'incendie de l'église ;
- vitrail d'Ehrismann du chœur de l'église récupéré lors d'un bombardement en 1944.

### Château
La Wantzenau n'a de traces généalogiques écrites qu'à partir de 1637. Cela est surtout vrai pour les documents d'actes de naissance, de baptême , etc. De la période précédente, on ne connait que des faits historiques ponctuels. On sait que le village a été conquis et occupé par Ernst de Mansfeld et Johan Michael de Obentraut. Le 6 février 1622, le village est incendié, précisons : école, église, moulin, chancellerie.
Le château de La Wantzenau est pillé en 1636. Il ne reste que peu d'indices qui permettent d'en parler. La rue du Château sise dans le village n'en est pas une preuve. C'est toutefois à cette hauteur qu'on trouve la trace de son implantation sur la carte de Noblat. Pierres taillées et tessons en faïence sont périodiquement mis au jour dans les parages.

### La Wantzenau devient française
En vertu des traités de Westphalie, seules les possessions des Habsbourg en Haute-Alsace passent sous la couronne de France. En 1680, le conseil souverain d'Alsace décide que les seigneurs d'Alsace doivent prêter serment d'allégeance au roi de France. François-Egon de Fürstenberg, évêque de Strasbourg, tout acquis qu'il est à la politique du roi de France, y consent. Les bailliages épiscopaux de la rive gauche du Rhin deviennent français. Le Conseil d'état ordonne en 1685 l'emploi du français dans les actes judiciaires. Mais l'arrêté ne peut pas être appliqué, car la population ne comprend que l'allemand.

### Guerre 1939-1945

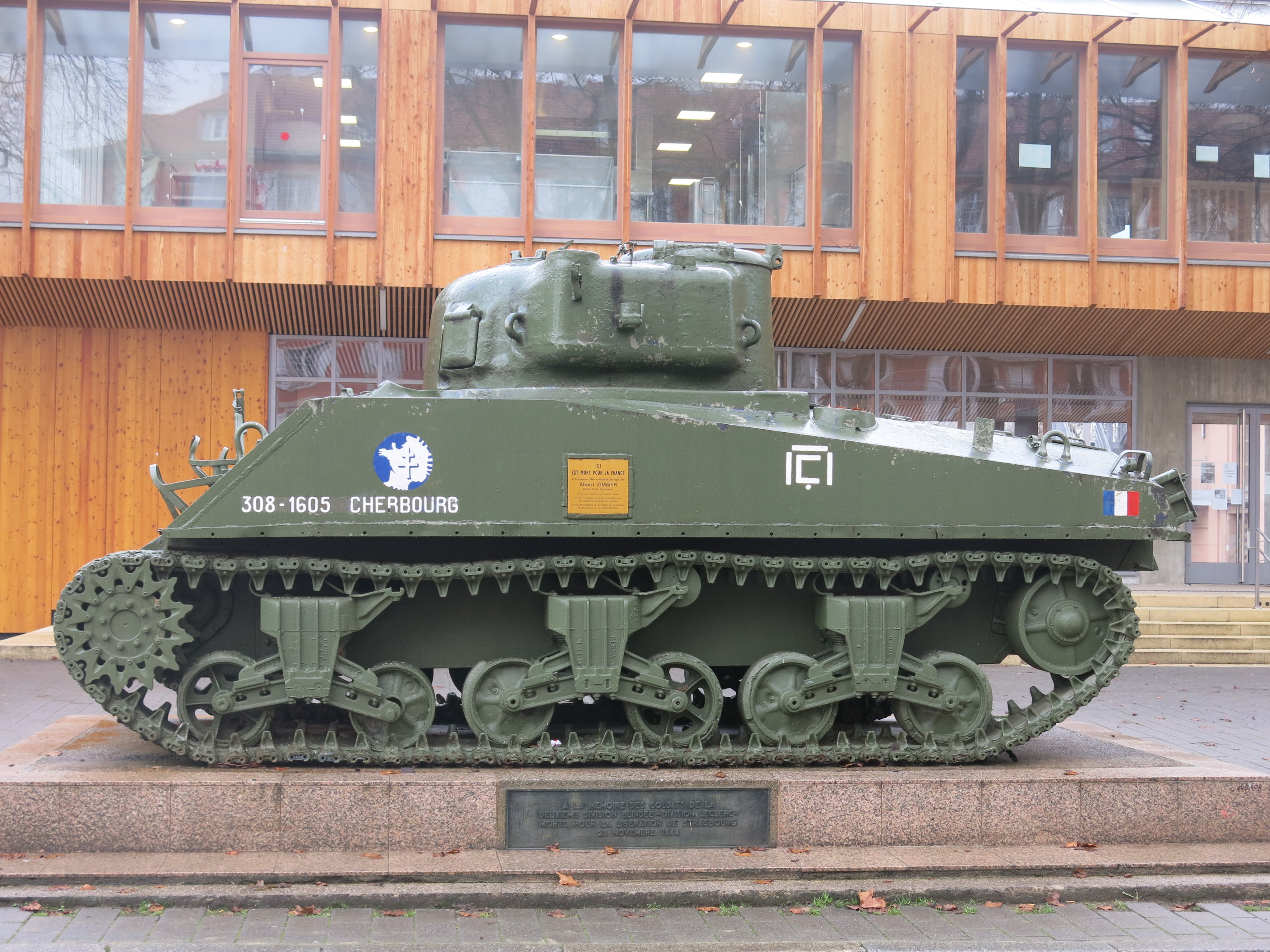
Char « Cherbourg » du maréchal-des-logis-chef Albert Zimmer exposé au Port du Rhin à Strasbourg.

La commune a été évacuée en septembre 1939. Le lieu de repli était en Haute-Vienne à Saint-Yrieix, où les habitants passeront près d’une année. Actuellement, les deux villages ont signé un acte de jumelage et se rencontrent souvent, notamment en 1961-1962-1971-1974-1976-1980-1984-1996-2000-2007-2009-2015.
Deux faits de guerre importants sont à mentionner. Lors de la libération de Strasbourg le 23 novembre 1944, le maréchal des logis chef Albert Zimmer, un Wantzenauvien, est mort au commandement de son char Sherman le « Cherbourg », près du pont de Kehl.
La même nuit, le général commandant les troupes françaises se présente au pont de l'Ill afin de prendre à revers les Allemands retranchés dans le fort Ney en forêt de la Robertsau. On dénombre deux autres victimes civiles lors de la défense de ce pont. Le général français accède au fort et fait signer une reddition au général allemand Vaterrodt. La Wantzenau totalise soixante victimes tombées sur les champs de bataille entre 1939 et 1945, et six autres victimes au village-même, lors de bombardements.

## Politique et administration

### Liste des maires

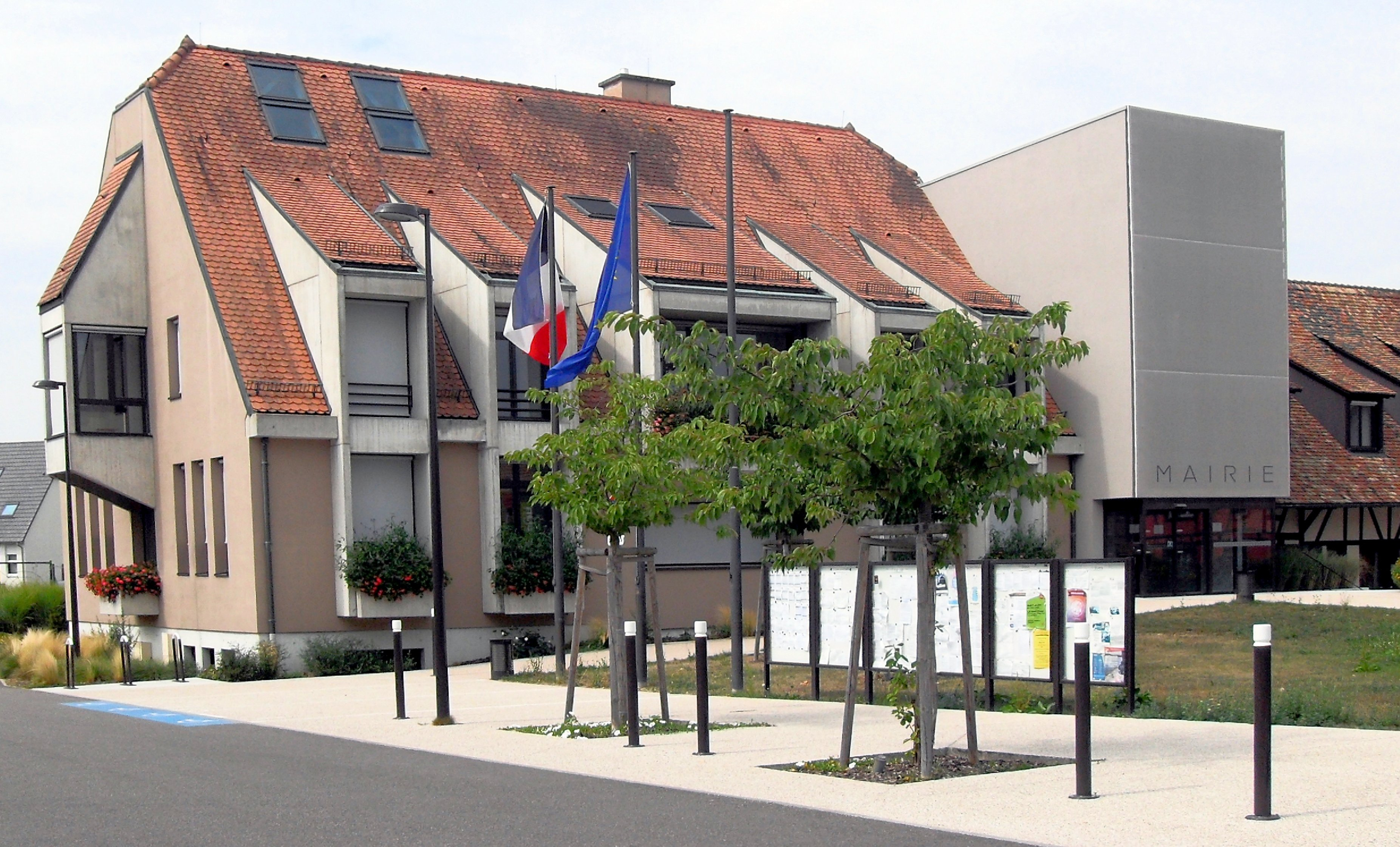
La mairie.

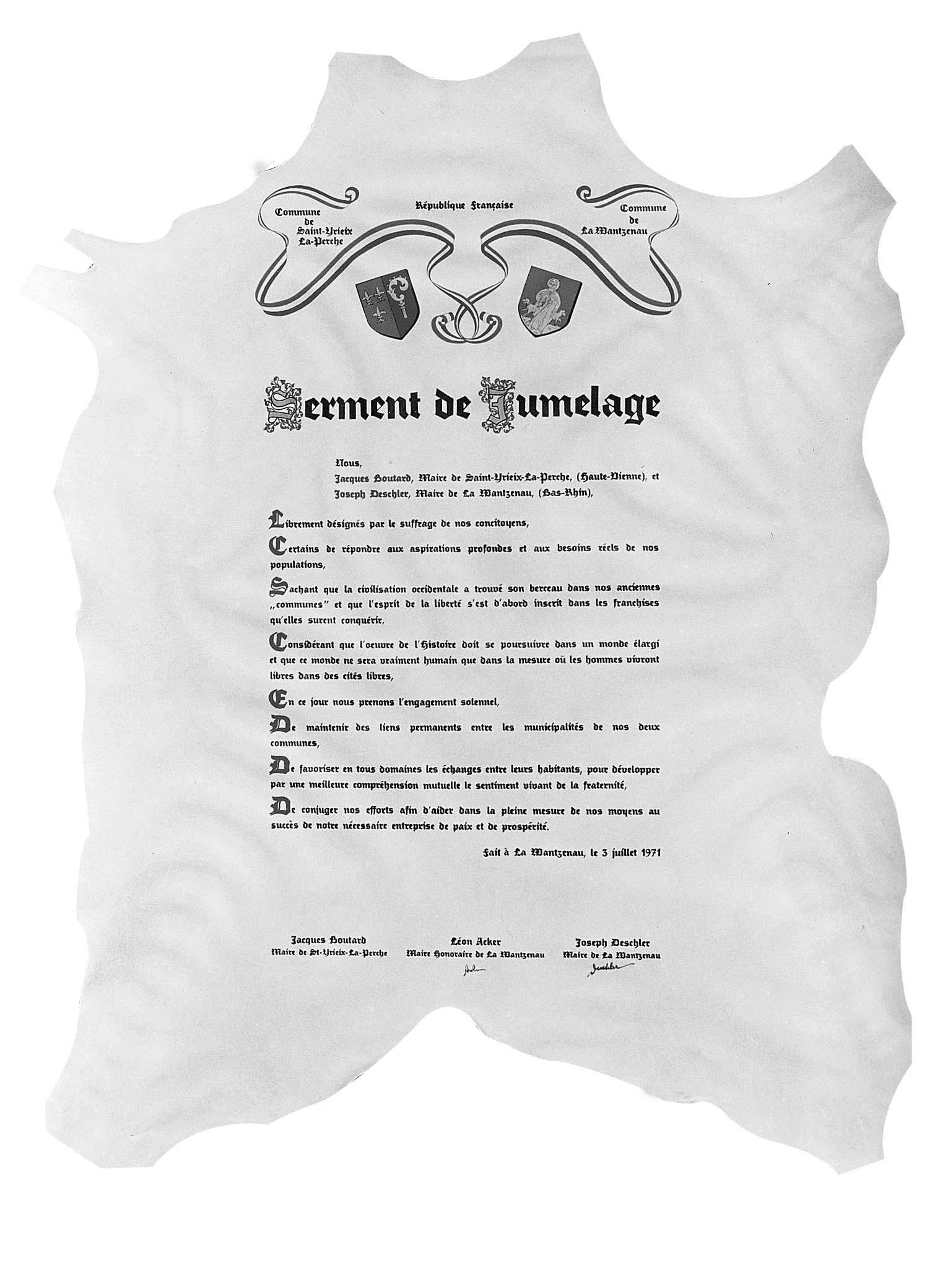
Serment de jumelage entre La Wantzenau et Saint-Yrieix.

| Période                                  | Période       | Identité                      | Étiquette | Qualité                                                                   |
| ---------------------------------------- | ------------- | ----------------------------- | --------- | ------------------------------------------------------------------------- |
| 1789                                     | 1790          | André Schaeffer               |           |                                                                           |
| mars 1794                                | juillet 1795  | Jean Martin Eber (1754-1817)  |           | Prêtre et administrateur Officier municipal                               |
| Les données manquantes sont à compléter. |               |                               |           |                                                                           |
| ca. 1807                                 |               | François Antoine Schaeffer    |           |                                                                           |
| mai 1815                                 | novembre 1815 | Jean Martin Eber (1754-1817)  |           | Prêtre et administrateur Destitué                                         |
| 1844                                     | 1845          | Nicolas Hubler                |           | Ancien officier de cavalerie                                              |
| ca. 1859                                 |               | Joseph Schaeffer (1824-1882)  |           | Notaire                                                                   |
| Les données manquantes sont à compléter. |               |                               |           |                                                                           |
| 1945                                     | mars 1971     | Léon Acker                    | MRP       |                                                                           |
| mars 1971                                | juillet 1973  | Joseph Deschler (1907-1973)   |           | Décédé en fonction                                                        |
| juillet 1973                             | juin 1995     | Pierre Krantz, (1923-2020)    |           | Notaire, maire honoraire                                                  |
| juin 1995                                | janvier 2000  | Jean-Claude Klein (1951-2000) |           | Expert-comptable Décédé en fonction                                       |
| janvier 2000                             | mars 2001     | Alfred Schiess (1935-2022)    |           | Principal de collège                                                      |
| mars 2001                                | mars 2014     | Claude Graebling (1951- )     | DVD       | Professeur d'informatique retraité Vice-président de la CUS (2008 → 2014) |
| mars 2014                                | 27 mai 2020   | Patrick Depyl (1955- )        | MoDem     | Cadre supérieur                                                           |
| 27 mai 2020                              | En cours      | Michèle Kannengieser (1962- ) | DVD       | Chef d'entreprise                                                         |

### Jumelage
- Saint-Yrieix-la-Perche (France).

## Équipements et services publics

### Eau

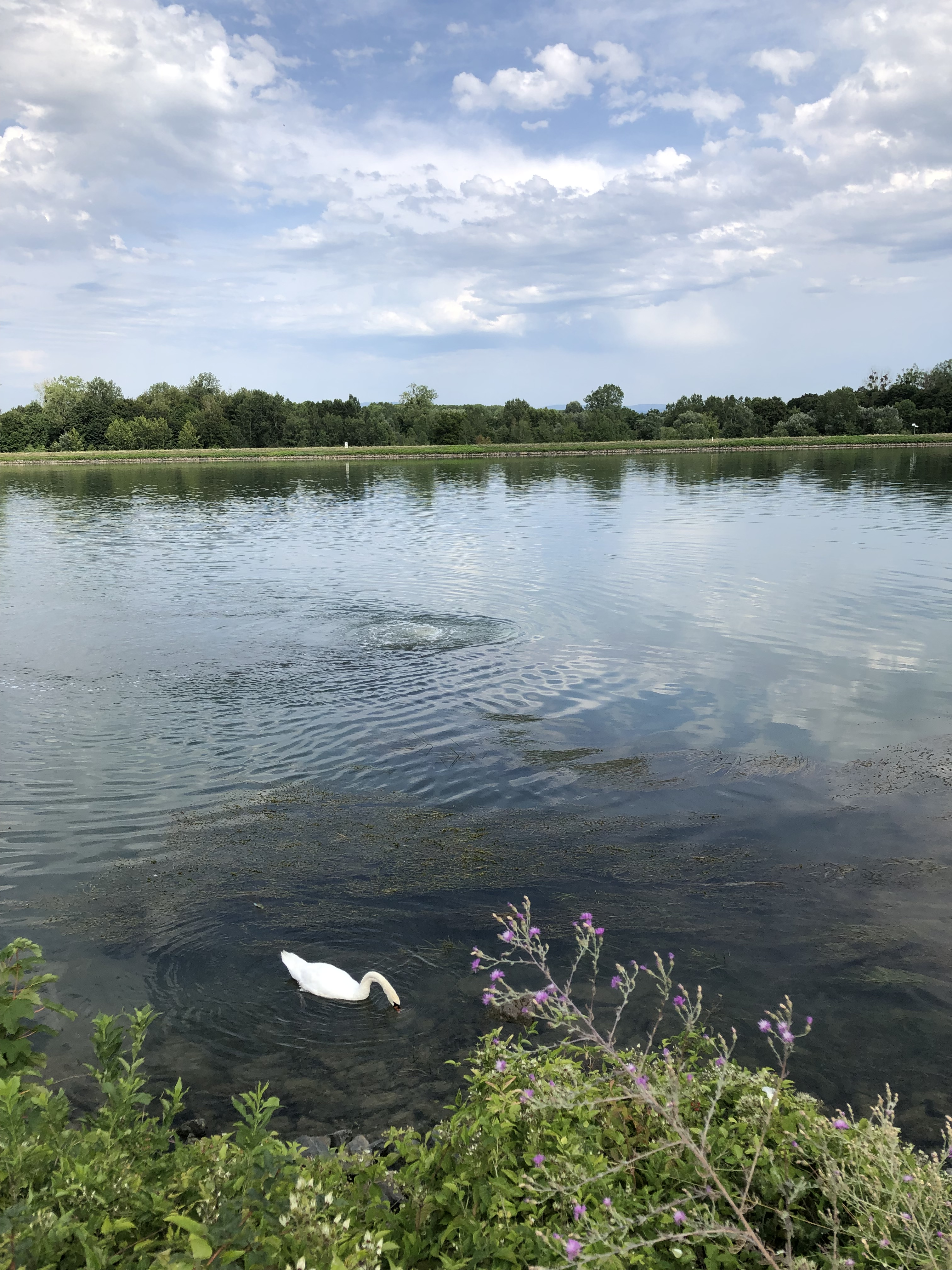
Là où l'eau de la station d'épuration est rejetée dans le Rhin se forment des tourbillons.

En 1894, Strasbourg caresse le dessein de déverser ses eaux usées dans l'Ill. Le conseil municipal de La Wantzenau émet les plus vives protestations en ces termes :
« Das Wasser der Ill, die unmittelbar an unserem Dorfe vorbeifliesst, würde schmutzig, überhaupt verunreinigt werden und voraussischtlich bei grosser Wärme einen widerlichen Geruch in der Nähe verbreiten. Das Illwasser wird seitens der hiesigen Bürger vielfach als Trink- und Kochwasser, dann zum Tränken des Viehes, indem man dasselbe einfach an den Fluss treibt, benutzt, was von da nimmer möglich wäre [...] »
« L'eau de l'Ill, qui coule directement dans notre village, deviendrait sale, polluée en général, et répandrait très probablement une odeur dégoûtante dans les environs lorsqu'il fait très chaud. L'eau de l'Ill est souvent utilisée par la population locale comme eau de boisson et de cuisine, et pour abreuver le bétail en le menant à la rivière, ce qui ne serait plus jamais possible. [...] »
Mais La Wantzenau, qui ne fait vraisemblablement pas le poids vis-à-vis de Strasbourg, n'est pas écoutée. En 1928, les eaux usées de la Robertsau sont rejetées dans l'Ill, puis en 1933 c'est au tour de celles de Schiltigheim. L'Ill devient un cloaque.
La situation s'est améliorée avec la station d'épuration de Strasbourg-La Wantzenau.
L’adduction d'eau (à l'instar de la collecte des déchets) relève depuis 2015 du domaine de compétence de la métropole de Strasbourg. Kilstett et La Wantzenau exploitent en commun le château d'eau de La Wantzenau, au pied duquel des pompes puisent directement l'eau de la nappe phréatique. En 2017, 317 257 m3 d'eau y ont été puisés. Les réseaux d'adduction d'eau de La Wantzenau-Kilstett d'une part, et de Gambsheim d'autre part, sont interconnectés.

### Espaces publics

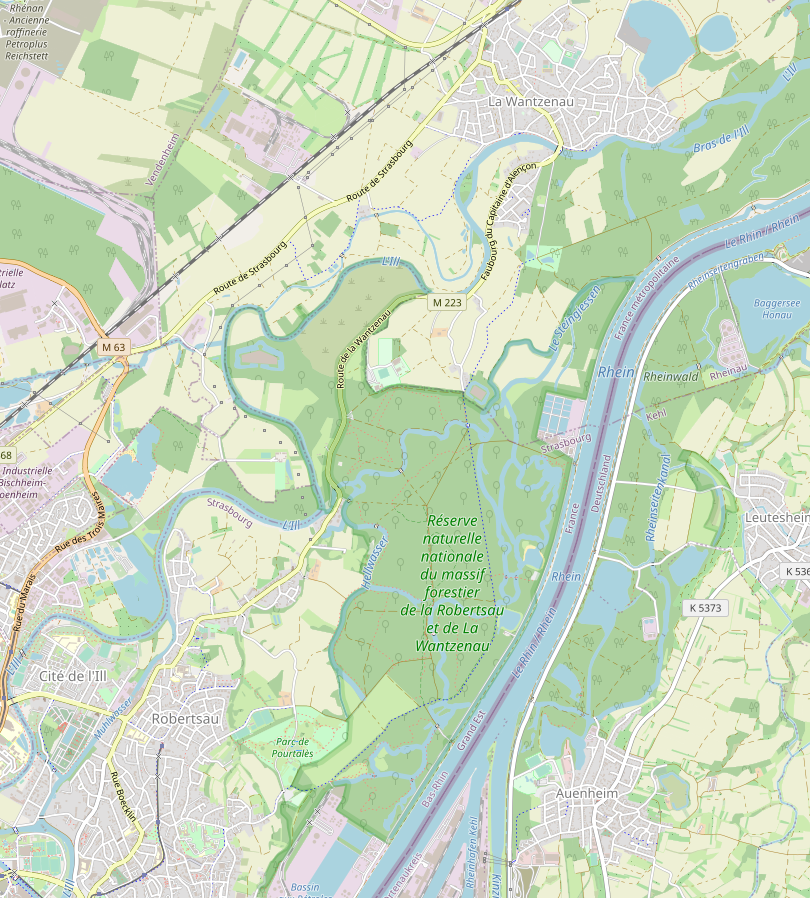
Plan de situation de la réserve (source : OpenStreetMap).

Le 18 mai 2025, le « cœur de village » est inauguré. C'est un lieu de rencontre qui tient à la fois de « maison associative et festive, parc et hall aux fêtes et marchés ». Le parc héberge 
800 espèces végétales.
La forêt communale et la forêt domaniale de Honau forment la réserve biologique de la confluence Ill-Rhin. La forêt de La Wantzenau fait partie du site Ramsar transfrontalier Rhin supérieur/Oberrhein, en sa qualité de zone humide d'importance internationale.
Le massif forestier de la Robertsau et ainsi qu'une partie de celui de La Wantzenau est classé réserve naturelle nationale par décret du 27 juillet 2020 pour former la réserve naturelle nationale du massif forestier de la Robertsau et de La Wantzenau. Sur le ban communal, cette réserve correspond aux lieux-dits Rosskœpfel et Honauerkœpfel.

## Population et société

### Démographie

#### Évolution démographique
L'évolution du nombre d'habitants est connue à travers les recensements de la population effectués dans la commune depuis 1793. Pour les communes de moins de 10 000 habitants, une enquête de recensement portant sur toute la population est réalisée tous les cinq ans, les populations de référence des années intermédiaires étant quant à elles estimées par interpolation ou extrapolation. Pour la commune, le premier recensement exhaustif entrant dans le cadre du nouveau dispositif a été réalisé en 2007.

En 2022, la commune comptait 5 879 habitants, en évolution de +1,29 % par rapport à 2016 (Bas-Rhin : +3,17 %, France hors Mayotte : +2,11 %).
| 1793  | 1800  | 1806  | 1821  | 1831  | 1836  | 1841  | 1846  | 1851  |
| ----- | ----- | ----- | ----- | ----- | ----- | ----- | ----- | ----- |
| 1 670 | 1 455 | 1 757 | 2 282 | 2 400 | 2 325 | 2 384 | 2 343 | 2 501 |

| 1856  | 1861  | 1866  | 1871  | 1875  | 1880  | 1885  | 1890  | 1895  |
| ----- | ----- | ----- | ----- | ----- | ----- | ----- | ----- | ----- |
| 2 419 | 2 432 | 2 459 | 2 362 | 2 302 | 2 333 | 2 335 | 2 345 | 2 392 |

| 1900  | 1905  | 1910  | 1921  | 1926  | 1931  | 1936  | 1946  | 1954  |
| ----- | ----- | ----- | ----- | ----- | ----- | ----- | ----- | ----- |
| 2 436 | 2 555 | 2 570 | 2 467 | 2 588 | 2 654 | 2 693 | 2 758 | 2 934 |

| 1962  | 1968  | 1975  | 1982  | 1990  | 1999  | 2006  | 2007  | 2012  |
| ----- | ----- | ----- | ----- | ----- | ----- | ----- | ----- | ----- |
| 3 016 | 3 726 | 4 216 | 4 084 | 4 394 | 5 462 | 5 809 | 5 859 | 5 773 |

| 2017  | 2022  | - | - | - | - | - | - | - |
| ----- | ----- | - | - | - | - | - | - | - |
| 5 841 | 5 879 | - | - | - | - | - | - | - |

La Wantzenau est la commune où l'on trouve le moins de logements sociaux (1,61 %) d'Alsace sur les 25 % qu'impose la loi, ce qui amena la municipalité à apposer, sur la mairie, pendant de longues semaines, la grande banderole avec l'intitulé carencée mais pas récalcitrante.

#### Pyramide des âges
La population de la commune est plus âgée que celle du département. En 2018, le taux de personnes d'un âge inférieur à 30 ans s'élève à 29,6 %, soit un taux inférieur à la moyenne départementale (34,6 %). Le taux de personnes d'un âge supérieur à 60 ans (28,9 %) est supérieur au taux départemental (24,5 %).
En 2018, la commune comptait 2 861 hommes pour 2 977 femmes, soit un taux de 50,99 % de femmes, inférieur au taux départemental (51,36 %).
Les pyramides des âges de la commune et du département s'établissent comme suit :
| Hommes | Classe d’âge | Femmes |
| ------ | ------------ | ------ |
| 0,7    | 90 ou +      | 1,6    |
| 7,7    | 75-89 ans    | 11,1   |
| 18,4   | 60-74 ans    | 18,2   |
| 26,7   | 45-59 ans    | 25,3   |
| 14,6   | 30-44 ans    | 16,5   |
| 14,7   | 15-29 ans    | 12,3   |
| 17,2   | 0-14 ans     | 15,0   |

| Hommes | Classe d’âge | Femmes |
| ------ | ------------ | ------ |
| 0,6    | 90 ou +      | 1,6    |
| 6,6    | 75-89 ans    | 8,7    |
| 16,2   | 60-74 ans    | 16,7   |
| 20,7   | 45-59 ans    | 20     |
| 19     | 30-44 ans    | 18,8   |
| 19,5   | 15-29 ans    | 18,5   |
| 17,5   | 0-14 ans     | 15,7   |

### Environnement

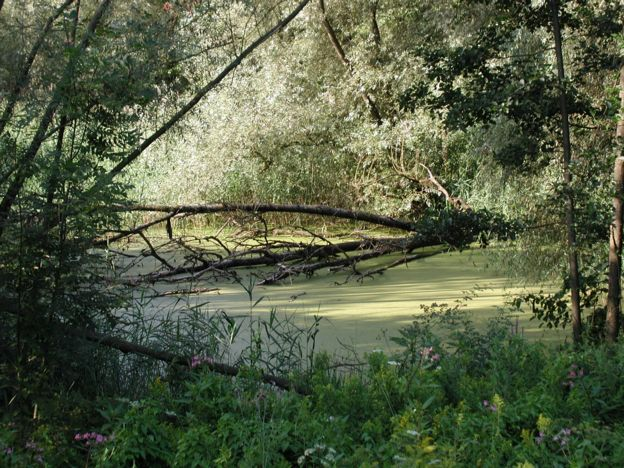
Vue du ried de La Wantzenau.

## Économie
La commune héberge l'usine Arlanxeo Emulsion Rubber, classée Seveso seuil haut.
Le sous-sol de l'usine Arlanxeo Emulsion Rubber est pollué, et de ce fait, la nappe phréatique reste soumise à une surveillance annuelle,. Un bac d'acrylonitrile explose le 4 juillet 2024 dans l'usine Arlanxeo Emulsion Rubber, ce qui donne lieu à l'ouverture d'une enquête technique de la part de l'Autorité environnementale.

## Culture locale et patrimoine

### Lieux et monuments

#### L'église paroissiale Saint-Wendelin

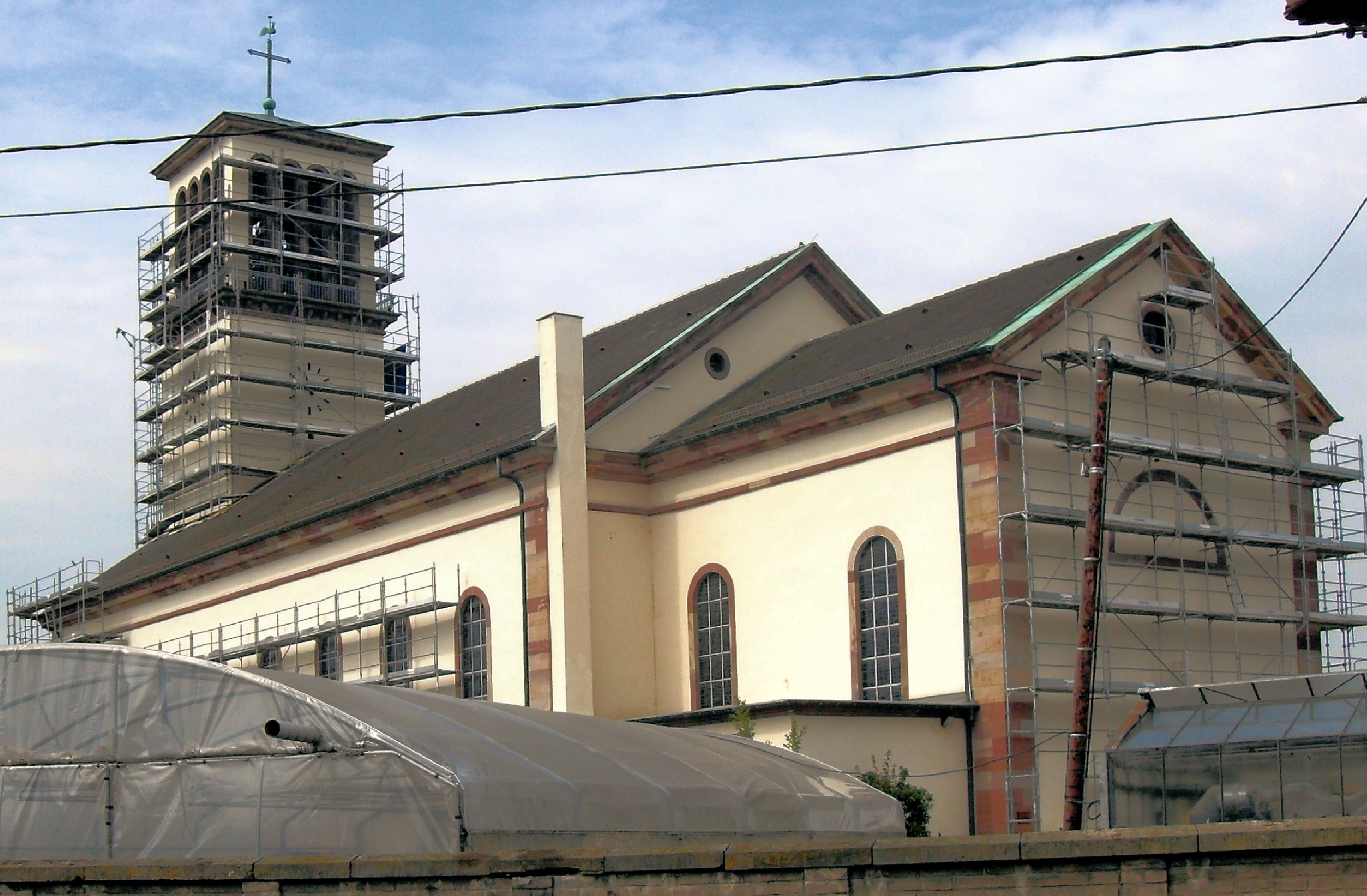
L'église Saint-Wendelin.

Avant sa construction, La Wantzenau dépendait de l'abbaye de Honau, sa première chapelle remonterait au milieu du XVe siècle. Elle devient paroisse en 1468-1469. Elle fut d'abord dédiée à saint Michel, puis à saint Wendelin depuis le XVIIe siècle. L'église actuelle fut construite en 1826 d'après le projet de 1824 de l'architecte Reiner, elle fut par la suite détruite par un incendie en 1961 et restaurée par l'architecte Andres. L'église dépend de la paroisse catholique Terres de Honau. Elle abrite également une chapelle protestante qui dépend de la paroisse du Ried-Nord.

#### Autres
- (2001) Le Moulin à huile (la grange qui l'abrite est datée de 1764)[75] ;
- Le Christ en croix du stade Saint-Paul qui a été construit en 1851 ;
- La statue de la Vierge Marie qui est un lieu de pèlerinage durant le mois de mai ;
- L'espace Jean-Claude-Klein, centre sportif, qui est le nom d'un ancien maire ;
- Le Fil-d'Eau, salle polyvalente. Elle est le lieu de concerts, de fêtes, de célébrations de mariage ;
- Le Musée militaire Park France, ouvert depuis le 1er mars 2017[76].

### Personnalités liées à la commune
- Pierre-Valentin Boudhors (1754-1831), architecte de la Ville de Strasbourg, mort dans la commune ;
- Max Pfannenstiel (de) (1902-1976), géologue et paléontologue né dans la commune ;
- Albert Zimmer (1922-1944), résistant et sous-officier au 12e RC de la 2e DB du général Leclerc né dans la commune. Tué au combat pendant la libération de Strasbourg, il est également enterré dans son village natal.

### Héraldique
| Blason de La Wantzenau | Blason  | D'azur à saint Wendelin tenant de sa dextre un livre et de sa senestre une houlette en barre, un chien mouvant à dextre derrière le saint et un agneau contourné mouvant à senestre, le tout d'or sur une terrasse du même. |
| Blason de La Wantzenau | Détails | |

### Gastronomie
- Les poussins de La Wantzenau sont appréciés dans la région. Ils sont élevés pendant 6 semaines aux grains mélangés de lait caillé. Ils font la renommée des restaurants de la région[77].
- La matelote de poissons, La Wantzenau étant connue pour être un ancien village de pêcheurs.
- Les foies gras[78].